# Дремово
Дремово (укр. Дремове) — село,
Засульский сельский совет,
Недригайловский район,
Сумская область,
Украина.
Код КОАТУУ — 5923581306. Население по переписи 2001 года составляло 91 человек .

## Географическое положение
Село Дремово находится в 1,5 км от правого берега реки Сула.
Примыкает к селу Терешки, в 1-м км от села Засулье.
По селу протекает пересыхающий ручей с запрудой.